# Sabungan Nihuta V
Sabungan Nihuta V is een bestuurslaag in het regentschap Tapanuli Utara van de provincie Noord-Sumatra, Indonesië. Sabungan Nihuta V telt 743 inwoners (volkstelling 2010).